# Геотермия

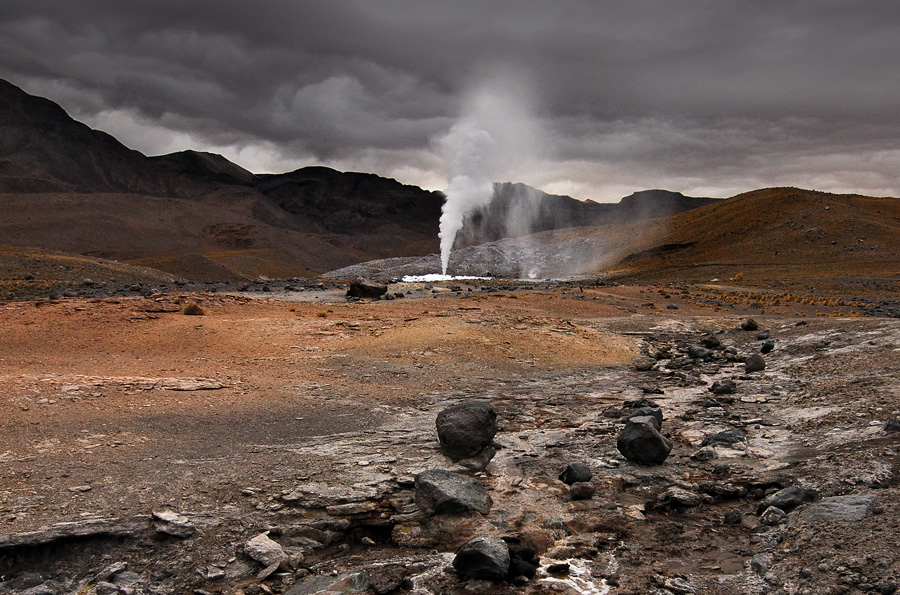

Геотермия (англ. geothermy) — раздел геофизики, изучающий тепловое состояние, распределение температуры, её источники в недрах Земли, а также тепловую историю Земли. Происходит от др.-греч. γῆ — Земля и θέρμη — жар, теплота.

## Источники теплового поля Земли
